# Jan Sedláček (Architekt)

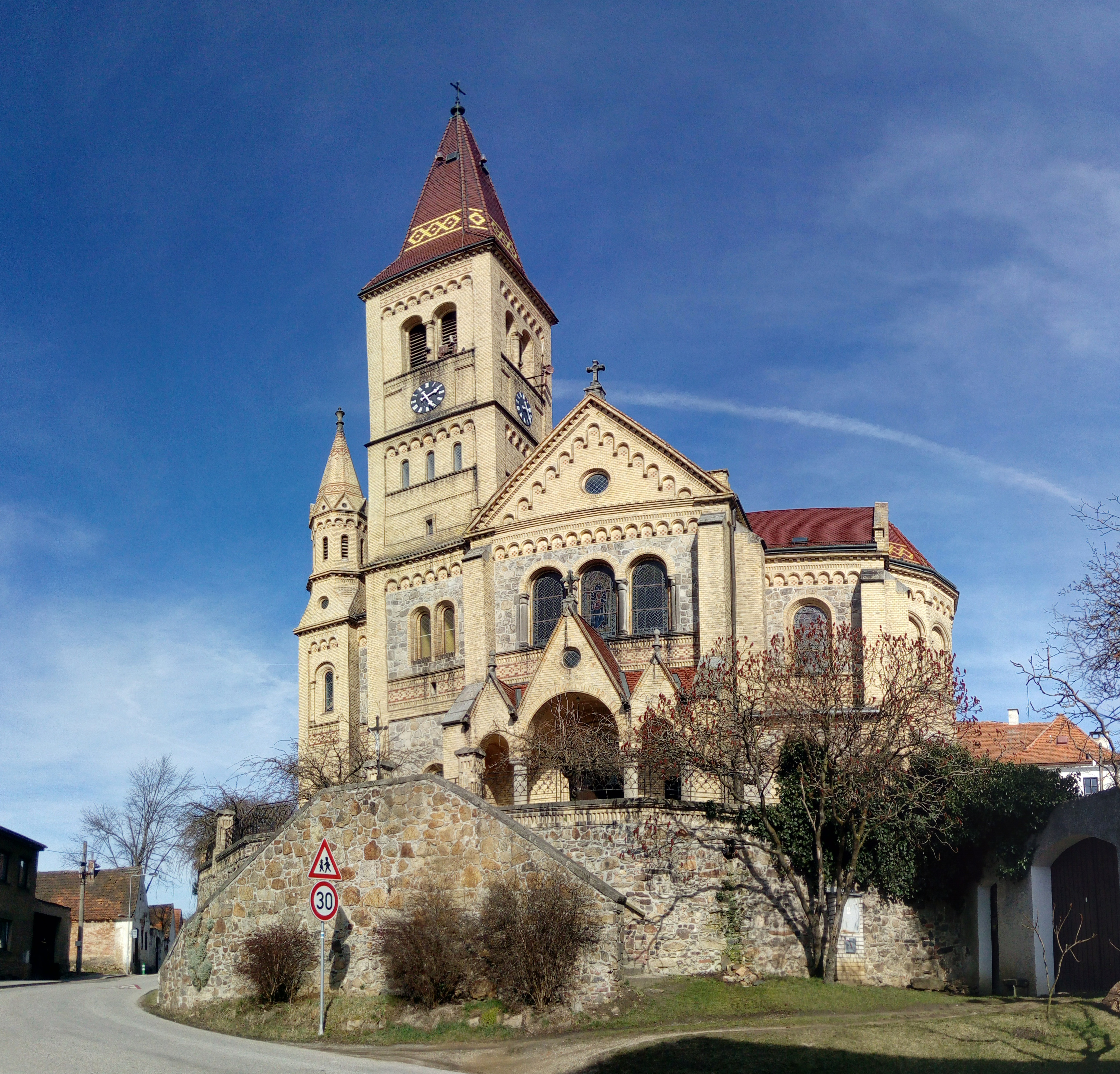
Kirche St. Peter und Paul in Hosín

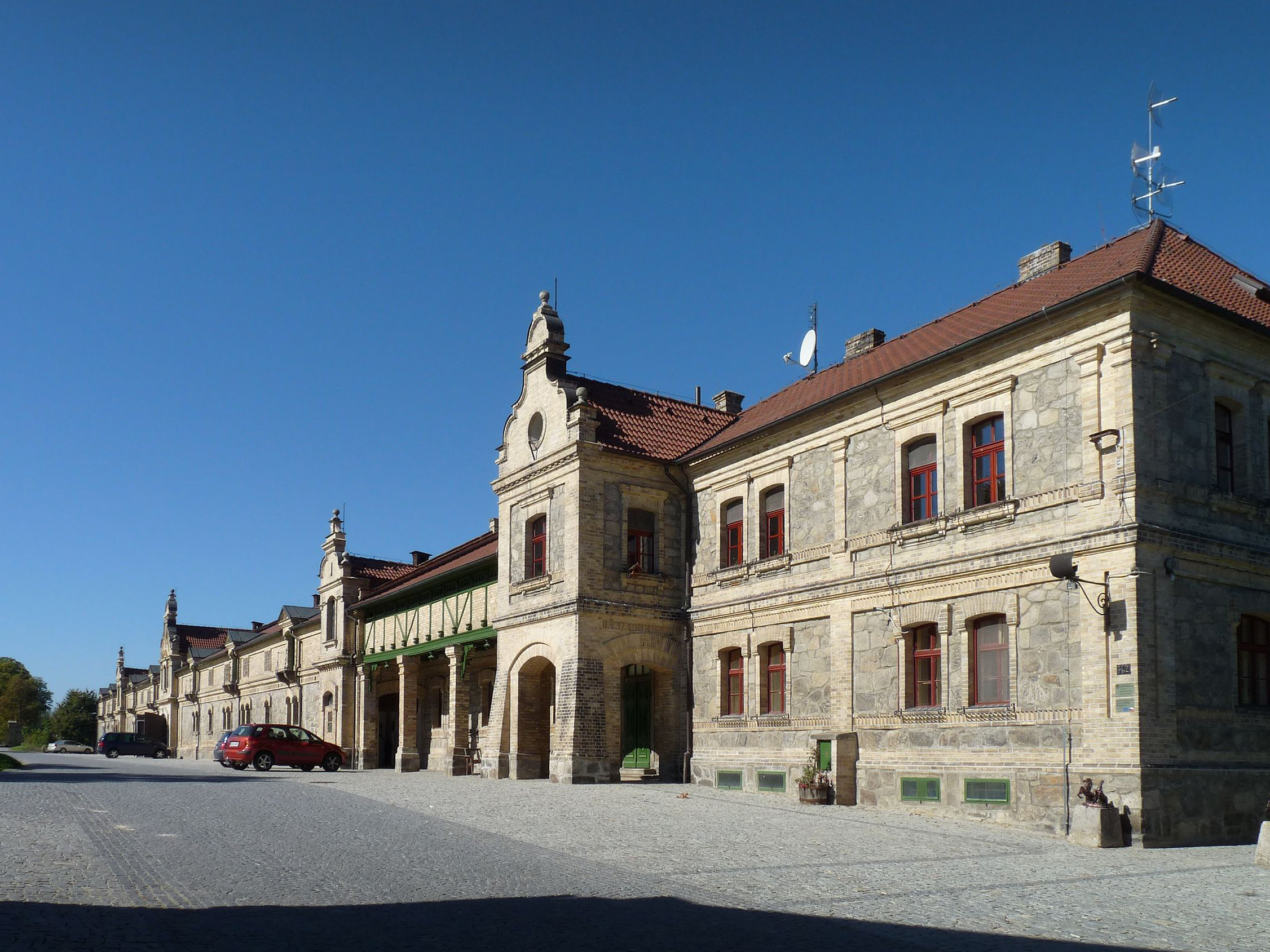
Hof Vondrov

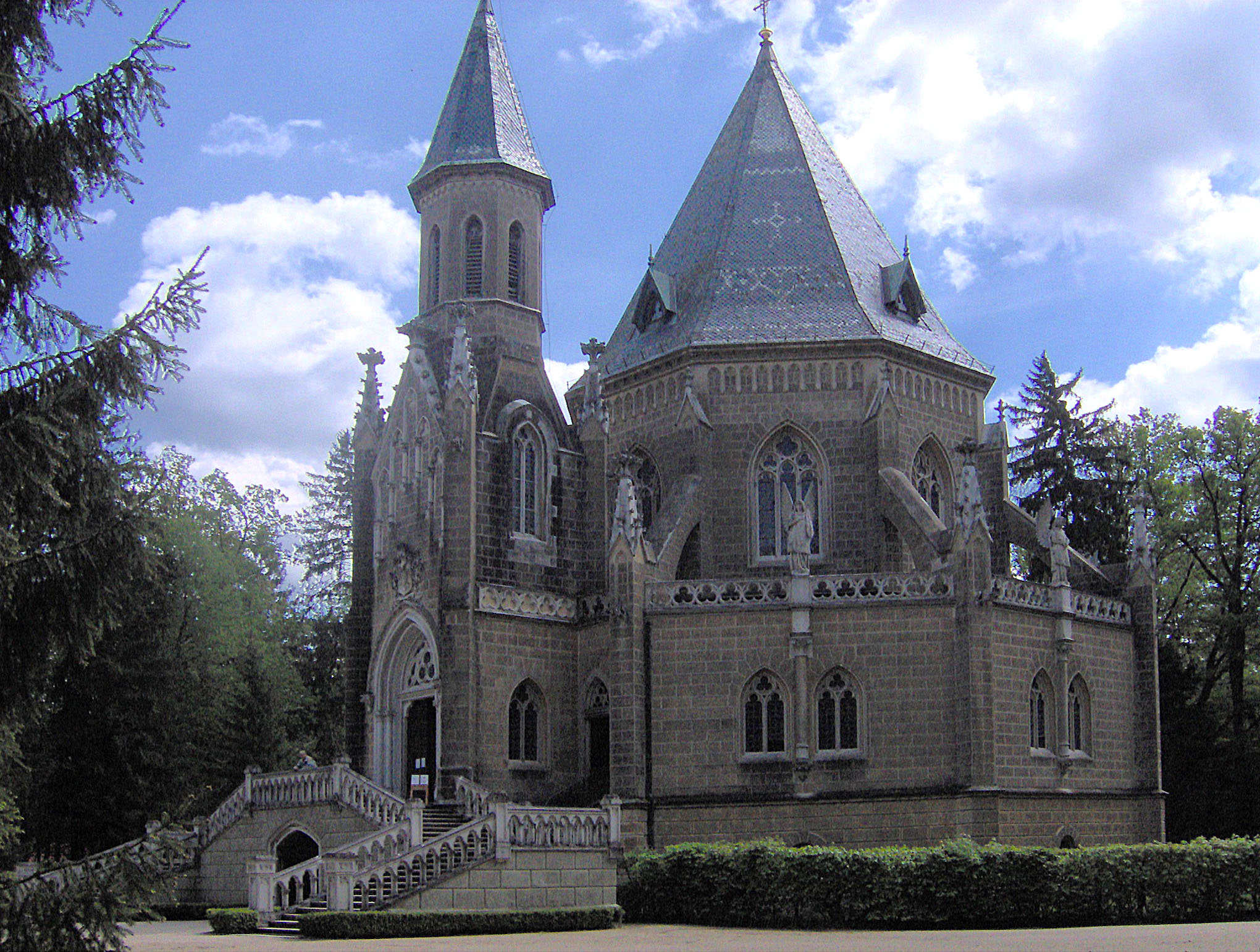
Gruftkapelle bei Domanín

Jan Sedláček (* 6. Februar 1848 in Napajedl, Mähren als Johann Nepomuk Sedláček; † 31. August 1916 in Krumau) war ein böhmischer Architekt, Baumeister und Autor. Er stand von 1872 bis 1909 im Dienste der Fürsten zu Schwarzenberg.

## Leben und Wirken
Sedláček war der Sohn des Kaufmanns Johann Sedláček und dessen Frau Josefa, geborene Riedl. Nach seinem Schulabschluss 1866 an der k.k. Staats-Oberrealschule Olmütz studierte Sedláček bis 1871 am Wiener k.k. Polytechnischen Institut. 1872 erhielt er eine Anstellung bei der Fürstlich Schwarzenbergischen Baudirektion in Krumau. Dort wirkte er ab 1876 maßgeblich beim Bau der neuen Gruftkapelle am Teich Svět (Weltteich) bei Domanin mit. Im Jahre 1877 wurde Sedláček nach Cítoliby versetzt, ab 1886 war er wieder in Krumau tätig. Am 4. Mai 1887 heiratete er in Wien Maria Friedl. 1890 übernahm Sedláček als Oberingenieur die Leitung der Bausektion Frauenberg. Wegen einer Erkrankung wurde Sedláček 1909 mit dem Titel Baurat in den Ruhestand versetzt. Er verstarb am 31. August 1916 in Krumau an einer Lungenentzündung. Am 6. September 1916 wurde Sedláček auf dem Wiener Zentralfriedhof beigesetzt.
Sedláček war bei zahlreichen Bauausführungen der Fürsten zu Schwarzenberg als ausführender Baumeister tätig. Neben Neubauten wirkte er auch an der Restaurierung wertvoller historischer Bauwerke.
Zusammen mit dem Archivar und Historiker František Mareš verfasste Sedláček mehrere – zumeist in deutscher und tschechischer Sprache – herausgegebene Bände der Topographie der Historischen und Kunst-Denkmale im Königreiche Böhmen (Soupis památek historických a uměleckých v království Českém), wobei der die Stadt Krumau betreffende Teil nach Sedláčeks Tod und dem Zusammenbruch der Monarchie unvollendet blieb und erst 2018 erschien.

## Bauwerke (Auswahl)
- Neogotische Kirche des hl. Nikolaus in Vacov, 1889–1890
- Hof Vondrov bei Hluboká nad Vltavou, 1895–1898
- Restaurierung der Kirche Mariä Himmelfahrt in Bavorov, 1896
- Neoromanische Kirche St. Peter und Paul in Hosín, 1898–1900
- Restaurierung des Schlosses Schwarzenberg bei Scheinfeld, 1900–1902
- Jugendstilkapelle des hl. Prokop in Zborov, 1908–1909
- Restaurierung des Majoratshauses in Prag
- Restaurierung der St. Veits-Kirche, des Kaplanhauses und der Prälatur in Český Krumlov

## Publikationen
zusammen mit František Mareš:
- Topographie der Historischen und Kunst-Denkmale im Königreiche Böhmen / Soupis památek historických a uměleckých v království Českém
  - X. Politischer Bezirk Wittingau / Politický okres Třeboň, 1900 (deutsche und tschechische Ausgabe, depositum.cz).
  - XXXVIII. Politischer Bezirk Prachatitz / Politický okres Prachatice, 1913 (deutsche und tschechische Ausgabe, depositum.cz).
  - XLI. Politischer Bezirk Krumau / Politický okres Krumlov, I. Teil – Bezirk / Okolí Krumlova, Prag 1918 (nur tschechische Ausgabe erschienen, PDF-Datei).
  - Bezirk Böhmisch Krumau / Okres Český Krumlov, II. Teil – Město Český Krumlov / Stadt Böhmisch Krumau. Ústav dějin umění AV ČR, Prag 2018, ISBN 978-80-86890-06-7 (zweisprachige Ausgabe).